# Płatki kukurydziane

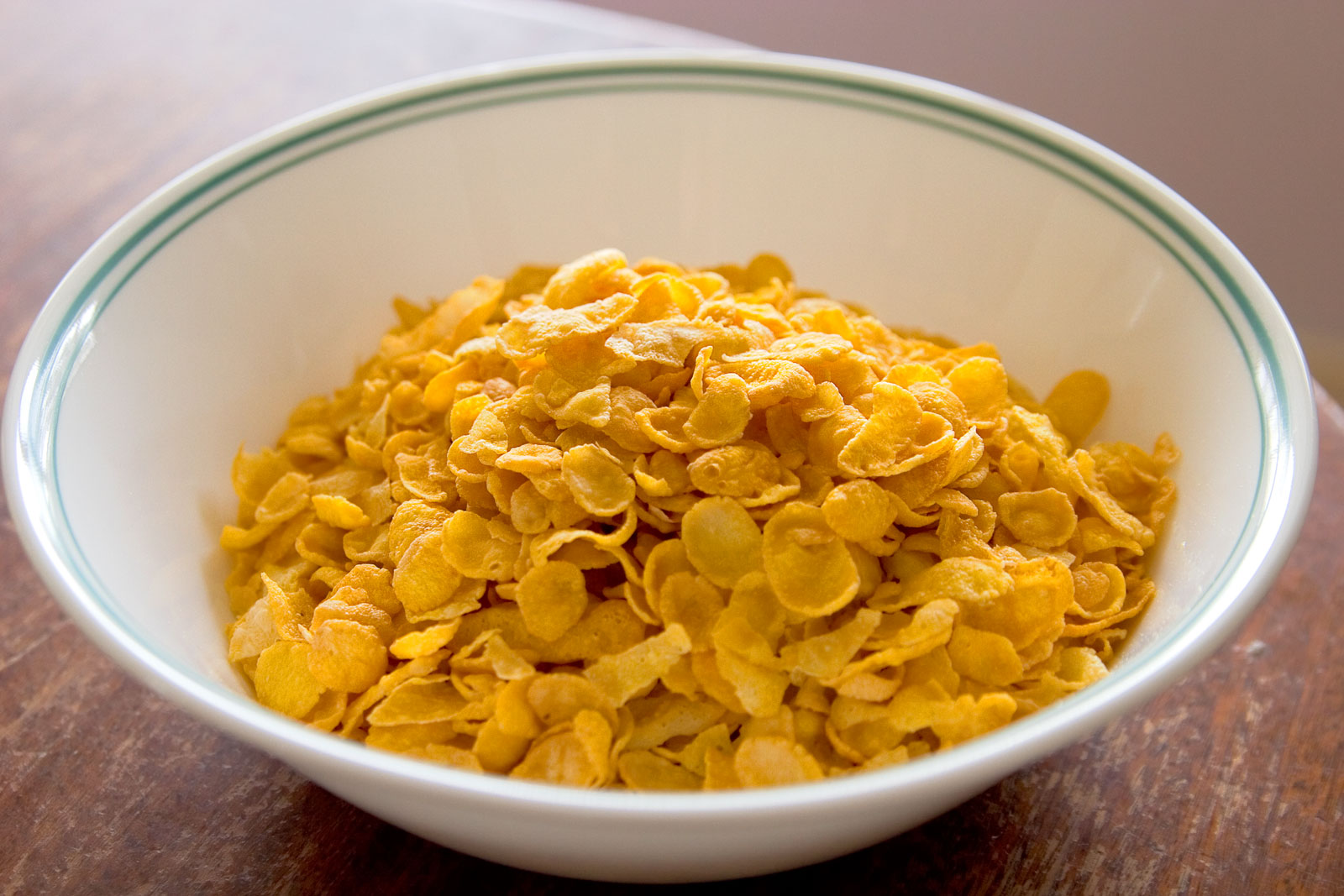
Płatki kukurydziane

Płatki kukurydziane – płatki produkowane w procesie ekstruzji z ziaren kukurydzy. Zaliczane do zdrowej żywności (pod warunkiem, że nie zawierają dużej ilości cukru i innych dodatków). Bardzo często spożywane z mlekiem, czasem na sucho oraz jako dodatek do innych potraw.

## Produkcja
Ugotowane do miękkości ziarna kukurydzy mielone są na papkę. Grudki papki przepuszczane są między obracające się w przeciwnych kierunkach walce. Zbyt małe sztuki są przesiewane, a większe opiekane. Podczas tego procesu kurczą się i przyjmują charakterystyczny kształt. Po czym we wnętrzu obrotowego bębna posypywane są witaminami, często też dodatkami smakowymi.
Płatki kukurydziane nie nadają się do zbyt długiego przechowywania – ze względu na wysoką zawartość tłuszczów, które łatwo jełczeją, nadając gorzki smak. Ponadto łatwo chłoną wilgoć oraz obce zapachy.

## Historia
Płatki kukurydziane zostały wynalezione pod koniec XIX wieku. Adwentyści Dnia Siódmego eksperymentowali ze zbożem w celu promocji wegetariańskiej diety. Głównie pszenicą, owsem, ryżem i jęczmieniem. W 1894 roku dr John Harvey Kellogg, dyrektor Battle Creek Sanitarium w stanie Michigan umieścił płatki na liście w menu zakładu.